# Patrice Manopoulos
Patrice Manopoulos (ur. 20 czerwca 1977 w Marsylii) – francuski kierowca wyścigowy.

## Kariera
Manopoulos rozpoczął karierę w wyścigach samochodowych w roku 1995, od startów we Francuskiej Formule Renault. Z dorobkiem czterech punktów uplasował się tam na 22 pozycji w klasyfikacji generalnej. W późniejszych latach startował także w Formule 3 Euro Series oraz w Le Mans Series.
W Formule 3 Euro Series wystartował w 2003 roku z francuską ekipą LD Autosport. Jednak w ciągu siedmiu wyścigów, w których wystartował, nie zdołał zdobyć punktów.

## Statystyki
| Sezon | Seria                     | Zespół                 | Wyścigi | Zwycięstwa | PP | NO | Podium | Punkty | Pozycja |
| ----- | ------------------------- | ---------------------- | ------- | ---------- | -- | -- | ------ | ------ | ------- |
| 1995  | Francuska Formuła Renault | Bernard Dare           | 11      | 0          | 0  | 0  | 0      | 4      | 22      |
| 1996  | Francuska Formuła Renault | Bernard Dare           | 1       | 0          | 0  | 0  | 0      | 0      | NS      |
| 2003  | Formuła 3 Euro Series     | LD Autosport           | 7       | 0          | 0  | 0  | 0      | 0      | 37      |
| 2004  | Le Mans Series – LMGT1    | Luc Alphand Adventures | 1       | 0          | 0  | 0  | 1      | 6      | 8       |